# Valmunster
Valmunster é uma comuna francesa na região administrativa de Grande Leste, no departamento de Mosela. Estende-se por uma área de 3,14 km². Em 2010 a comuna tinha 94 habitantes (densidade: 29,9 hab./km²).